# 大狄奥尼西奥斯
大狄奥尼西奥斯（英語： 希臘語：，或称为狄奥尼西奥斯一世，英語：前432年—前367年）。古希腊西西里岛叙拉古的僭主（公元前405年至公元前367年在位），曾占领西西里岛和南部意大利地区，成为古希腊西部最强大的城邦。早年仅为小吏，后在對抗迦太基的戰爭中一戰成名。公元前405年他成为统治者，击败迦太基人。取得西西里岛和南部意大利地区。后由于民怨沸腾而为迦太基所败，被迫割地赔款，最后在动荡不安中酗酒鬱鬱而終。

## 扩展阅读
- 本条目包含来自公有领域出版物的文本: Chisholm, Hugh (编).  (第11版). London: Cambridge University Press. 1911.

| 前任 无 民主政体 | 叙拉古僭主 前405年–前367年 | 继任 小狄奥尼西奥斯 |